# Capo Zafferano
Capo Zafferano è un piccolo promontorio che si protende nel Mar Tirreno, appartenente al territorio di Santa Flavia nella città metropolitana di Palermo. Da esso, procedendo verso occidente, inizia il Golfo di Palermo sul quale si affaccia la Conca d'Oro.

## Accesso
Da Palermo può essere raggiunto a mezzo della SS 113 accedendo alla strada che lo raggiunge, subito dopo il bivio per Bagheria. Dal bivio, proseguire verso Aspra, e quindi seguire le indicazioni per Mongerbino. Nelle sue vicinanze vi è la località di Solanto famosa per l'antica tonnara non più in attività. Alle sue spalle si trova il sito archeologico di Solunto.

## Storia
Sulla costa del promontorio si aprono alcune grotte che hanno restituito resti ossei di Elephas mnaidriensis insieme a materiali litici del Paleolitico superiore e frammenti ceramici assimilabili alla Cultura di Castelluccio. 
Una delle prime menzioni del promontorio, la cui etimologia è riconducibile all'arabo za'farān, è dovuta a Camillo Camilliani nel 1584: 
(Camillo Camilliani, Descrittione delle marine dell’isola di Sicilia, manoscritto, Biblioteca Comunale di Palermo, 1584)

## Territorio

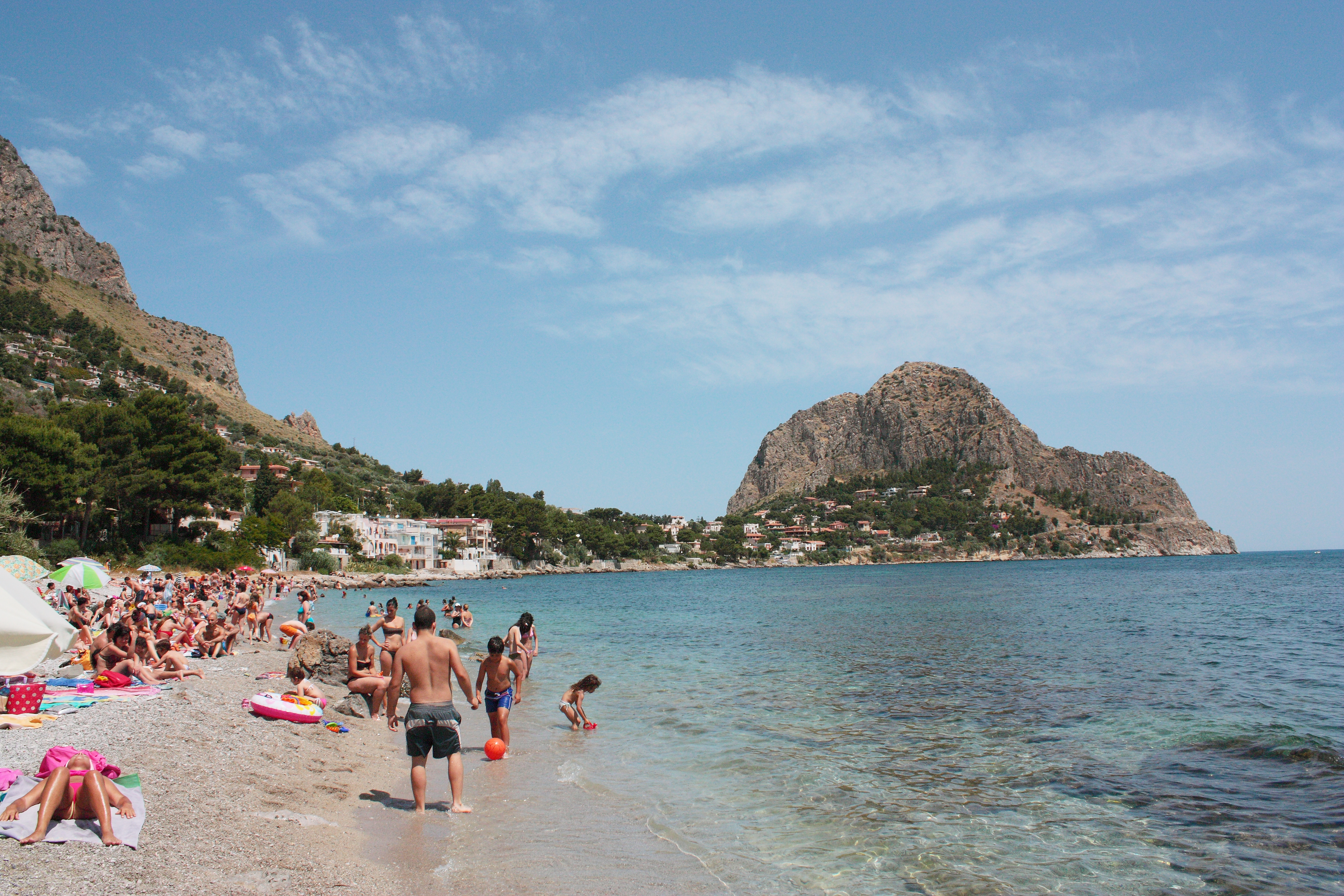
Capo Zafferano

Da un punto di vista geologico, il promontorio rappresenta una propaggine dei Monti di Palermo, risultante dalla sovrapposizione tettonica di due principali domini: la Piattaforma Carbonatica Panormide, calcareo-dolomitica, e il Bacino Imerese, silico clastico. 
Il promontorio di Capo Zafferano e il contiguo Monte Catalfano, con una superficie complessiva di 321,66 ettari, sono stati dichiarati Sito di Interesse Comunitario (S.I.C.), in base alla Direttiva Habitat 92/43/CEE.

## Costa
L'areale di Capo Zafferano è costellato di punti di accesso al mare e calette rocciose: la Cala dell'Osta (forse dal latino ostium, «foce»), oggi nota come Tre Piscine o Cala del Cuore, sul lato Nord di Capo Zafferano, e la spiaggia del Lido del Carabiniere ad Ovest, un tempo Cala dell'Agnone (dal latino angulus).
Nel 2019 la Regione Sicilia ha esteso il SIC terrestre anche al tratto di mare che va da Aspra a Porticello, che è diventato Zona Speciale di Conservazione (ITA020052) avente un'estensione di 2.514 ettari. La caratteristica di questo tratto di costa sta nella prateria di Posidonia oceanica che si estende per quasi tutto l'areale, costituendo un habitat da proteggere. Attualmente la Regione Siciliana non ha ancora definito le misure di conservazione, ma è già all'esame del Parlamento un disegno di legge, presentato dall'on. Daniela Morfino (M5S), per riconoscere i fondali di Capo Zafferano come Area Marina Protetta. L'11 dicembre 2021 il comitato promotore per l'istituzione dell'area marina protetta, costituito dal Centro Studi per lo Sviluppo Territoriale, i comuni di Santa Flavia e Bagheria, il Dipartimento delle Scienze della terra e del mare dell'Università degli Studi di Palermo e il Consorzio interuniversitario Conisma, ha promosso un convegno in cui è stata lanciata l'idea. Successivamente il 13 maggio 2022, presso la Città Metropolitana di Palermo, 32 soggetti interistituzionali, associazioni ambientaliste, associazioni della pesca, hanno firmato un protocollo d'intesa per la realizzazione dell'Area Marina Protetta.

## Flora
Lungo la fascia litoranea, caratterizzata da scogliere sottoposte all'azione dell'aerosol marino, si insedia una fitocenosi caratterizzata dall'endemico Limonium bocconei cui si associano diverse altre entità alofite quali Crithmum maritimum, Lotus cytisoides e Plantago macrorrhiza.

Nella fascia sublitoranea si osserva una macchia a dominanza di Chamaerops humilis, Pistacia lentiscus ed Euphorbia dendroides, che talora degrada in praterie dominate da Hyparrhenia hirta.
Lungo le pareti rocciose, per la maggior parte esposte a settentrione, si insedia una vegetazione rupicola che annovera tra le specie presenti diverse entità endemiche o di particolare interesse fitogeografico quali Dianthus rupicola, Iberis semperflorens, Asperula rupestris, Centaurea ucriae, Brassica rupestris, Seseli bocconei e Glandora rosmarinifolia.

## Fauna
Di particolare interesse il contingente malacologico di questa area, con popolazioni di specie endemiche quali Chilostoma planospira macrostoma, Pomatias panormitanum, Siciliaria septemplicata e Marmorana globularis e specie poco comuni, di grande interesse ecologico, quali Rupestrella rupestris, Hohenwartiana hohenwarti e Schileykiella parlatoris.

## Media
Il suggestivo Arco Azzurro di Capo Zafferano è famoso per essere stato utilizzato per uno spot televisivo di una nota azienda di cioccolatini italiana .